# Подевсе
Подевсе (пол. Podewsie) — село в Польщі, у гміні Лопушно Келецького повіту Свентокшиського воєводства.
Населення — 116 осіб (2011).
У 1975-1998 роках село належало до Келецького воєводства.

## Демографія
Демографічна структура на день 31 березня 2011 року:
|          | Загалом | Допрацездатний вік | Працездатний вік | Постпрацездатний вік |
| -------- | ------- | ------------------ | ---------------- | -------------------- |
| Чоловіки | 57      | 11                 | 37               | 9                    |
| Жінки    | 59      | 10                 | 33               | 16                   |
| Разом    | 116     | 21                 | 70               | 25                   |